# ألان غوردون (مؤرخ)
ألان غوردون هو مؤرخ كندي، ولد في 1968.